# Peter Doherty
Peter Charles Doherty (Brisbane, 15 de outubro de 1940) é um médico veterinário, imunologista e professor australiano. Foi agraciado com o Nobel de Fisiologia ou Medicina de 1996.
Ele recebeu o Prêmio Albert Lasker de Pesquisa Médica Básica em 1995, o Prêmio Nobel de Fisiologia ou Medicina juntamente com Rolf M. Zinkernagel  em 1996 e foi nomeado Australiano do Ano em 1997. Na Austrália Dia de honra de 1997, ele foi nomeado Companheiro da Ordem da Austrália por seu trabalho com Zinkernagel. Em 2009, como parte das celebrações do Q150, a pesquisa do sistema imunológico de Doherty foi anunciada como um dos ícones do Q150 de Queensland por seu papel de icônico "inovação e invenção".

## Educação e infância
Doherty nasceu em Brisbane, Queensland, onde estudou na Indooroopilly State High School (que agora tem um teatro de palestras com o seu nome). Ele recebeu seu diploma de bacharel em ciências veterinárias em 1962 e seu mestrado em ciências veterinárias em 1966 pela Universidade de Queensland. Depois de obter seu PhD em 1970 da Universidade de Edimburgo, na Escócia, ele voltou para a Austrália para continuar sua pesquisa ganhador do Prêmio Nobel no John Curtin School of Medical Research na Universidade Nacional Australiana, em Canberra.

## Pesquisa e carreira
A pesquisa de Doherty se concentra  no sistema imunológico e seu trabalho com o Nobel descreveu como as células imunológicas do corpo protegem contra vírus. Ele e Rolf Zinkernagel, co-recebedor do Prêmio Nobel de Fisiologia ou Medicina de 1996, descobriram como as células T reconhecem seus antígenos-alvo em combinação com proteínas do complexo principal de histocompatibilidade (MHC).
Os vírus infectam as células hospedeiras e se reproduzem dentro delas. As células T assassinas destroem as células infectadas para que os vírus não se reproduzam. Zinkernagel e Doherty descobriram que, para que as células T killer reconheçam as células infectadas, elas precisam reconhecer duas moléculas na superfície da célula - não apenas o antígeno do vírus, mas também uma molécula do complexo principal de histocompatibilidade (MHC). Este reconhecimento foi feito por um receptor de célula T na superfície da célula T. O MHC foi previamente identificado como o responsável pela rejeição de tecidos incompatíveis durante o transplante. Zinkernagel e Doherty descobriram que o MHC também era responsável pelo combate aos vírus da meningite.
Seu livro semi-autobiográfico, The Beginner's Guide to Winning the Nobel Prize,[carece de fontes?] foi publicado em 2005. A Light History of Hot Air foi publicado em 2007 pela Melbourne University Press.  Em 2012 publicou o livro Sentinel Chickens. Seu quarto livro, The Knowledge Wars, foi publicado em 2015.

### Prêmios e homenagens
Doherty foi eleito Fellow da Royal Society (FRS) em 1987 .  Em 1997, ele recebeu o Golden Plate Award da American Academy of Achievement. Ele é o patrono do Instituto de Infecção e Imunidade Peter Doherty, uma joint venture entre a Universidade de Melbourne e a Melbourne Health. Ele abriga um grupo de especialistas em infecção e imunologia, incluindo o Diretor Professor Sharon Lewin , que está encarregado de liderar a batalha contra doenças infecciosas em humanos. Este se tornou operacional em 2014. Ele se tornou um Honorary Fellow da Academy of Medical Sciences (FMedSci) em 2015. No mesmo ano, foi eleito Fellow da Academia Australiana de Saúde e Ciências Médicas (FAHMS). Em abril de 2017, ele foi empossado como um membro da Royal Society of Victoria (FRSV).
John Monash Science School, Moreton Bay Boys College, e Murrumba State Secondary College cada um tem uma casa com o seu nome.

## Vida pessoal
Doherty tem um irmão mais novo chamado Ian e tinha dois pais chamados Linda e Eric. Faz pesquisas no Hospital St. Jude Children's Research em Memphis, Tennessee, onde é membro do corpo docente do Centro de Ciências da Saúde da Universidade de Tennessee por meio da Faculdade de Medicina. E trabalha no Departamento de Microbiologia e Imunologia da Universidade de Melbourne, Victoria.